# Cuarteto de cuerda n.º 1 (Schubert)

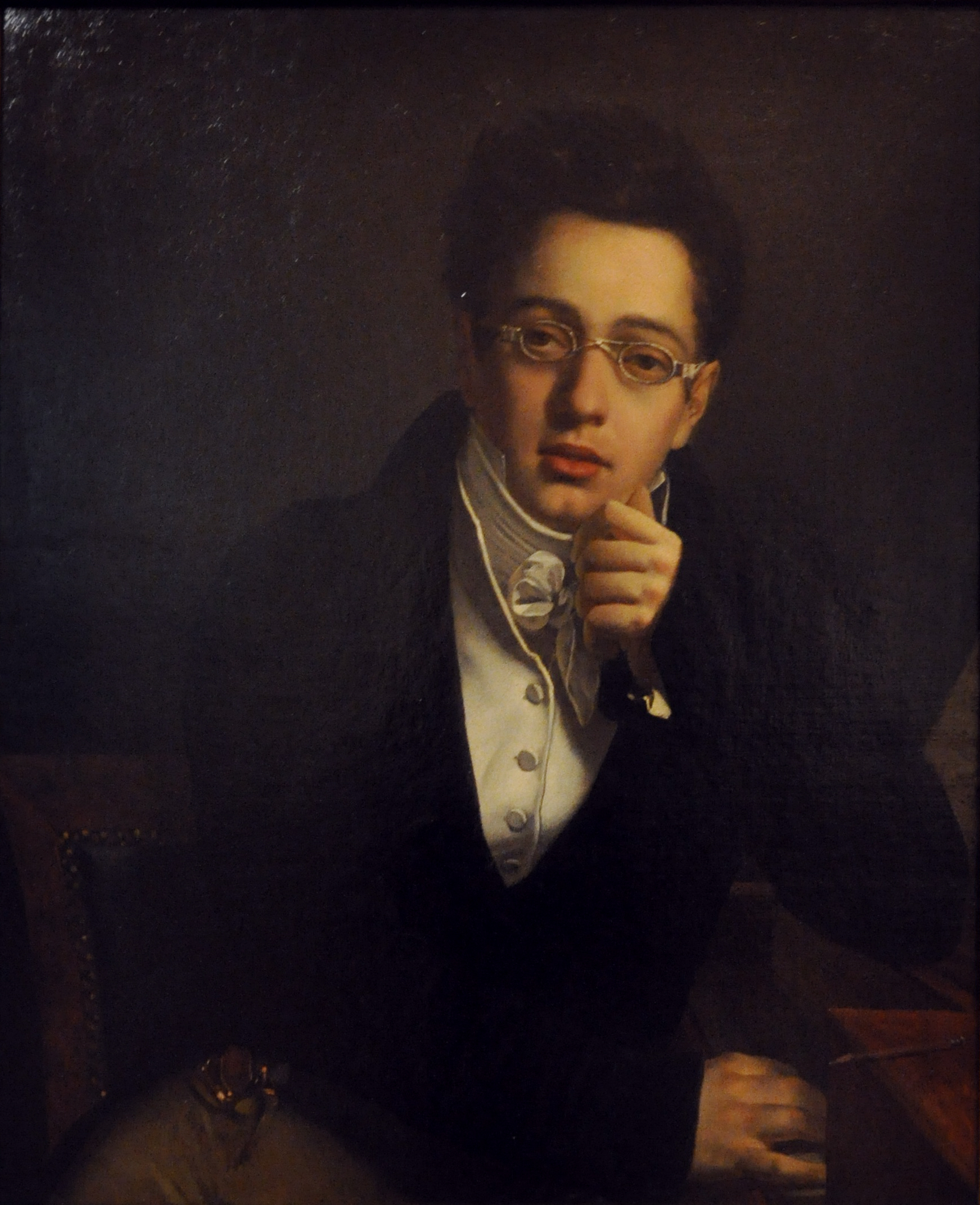
Franz Schubert a los 17 años

El Cuarteto de Cuerda n° 1 (D 18) en clave mixta fue compuesto por Franz Schubert en 1810 o 1811 para el cuarteto de cuerda familiar.

## Historia
Una partitura autógrafa parcial del compositor conservada en la Biblioteca Municipal de Viena tiene escrita en la portada la fecha 1812.  Sin embargo, la fecha de composición más probable es de 1810, cuando el compositor tenía solo 13 años.  Como tal, puede ser la primera obra de movimientos múltiples completada de Schubert que se conserva para más de un intérprete. El cuarteto fue interpretado en 1812 por el cuarteto de la familia de Schubert (su padre Franz Theodor, sus hermanos Ignaz y Ferdinand y el propio Schubert tocando la viola). La primera edición publicada del cuarteto fue efectuada en 1890, en la edición completa de las Obras de Franz Schubert publicada por Breitkopf & Härtel.   

## Descripción
La obra tiene los tradicionales cuatro movimientos de un cuarteto de cuerda clásico, siguiendo el modelo fijado por Joseph Haydn, con el Menuetto precediendo al movimiento lento (Andante). La clave de la obra no está definida ya que comienza en una tonalidad y termina en otra. 
En esa época el compositor estudiaba en el Internado Real Imperial de Viena y estaba haciendo sus primeros intentos de composición. Pieza todavía preparatoria, en el Cuarteto se notan las incertidumbres y la falta de importancia en la concepción de los temas y la parte melódica.

## Clave
El D 18 es el único que queda de un conjunto de tres primeros cuartetos de cuerda "en claves cambiantes e indefinidas" de Schubert. El catálogo alemán indica su tonalidad como sol/si bemol. 

## Movimientos
1. Andante – Presto vivace (sol menor)
2. Menuetto (fa mayor, con trío en do mayor)
3. Andante (si bemol mayor)
4. Presto (si bemol mayor)

El Andante exhibe una melodía tranquila y amplia que, aunque muy sencilla, ya prefigura algunas de las mejores páginas del compositor. El Presto final presenta abiertamente afinidades con el Allegro con brío del primer movimiento del Septeto en mi bemol mayor de Beethoven; el movimiento propone también un intento de escritura contrapuntística, bastante torpe, debido precisamente a la inexperiencia juvenil del autor.

## Discografía
- Cuarteto Italiano, Philips, 1976
- Cuarteto Melos, Deutsche Grammophon, 463151-2
- Cuarteto Casals. 2014